# Gourgen II d'Artani
Gourgen II d'Artani (mort en 941) est un duc de Tao Supérieur et un duc d'Artanoudji-Calarzène de la dynastie des Bagrations, régnant de 918 à 941.
Fils cadet d'Adarnassé VII Bagration, il compte parmi ses ancêtres les rois d'Arménie de la famille des Bagratides. Il porte le titre d'eristavi (grand-duc) et succède à son oncle Achot Coukh sur le comté d'Artani, qui fait partie des domaines de sa famille depuis l'arrivée de son grand-père Gourgen Ier dans la région. Il est mort le 14 février 941.
De son épouse, fille d'Achot II d'Artanoudji-Calarzène, il laisse plusieurs enfants  :
- une fille, qui épouse le prince Bagrat d'Abkhazie ;
- une fille, mariée à Abas, roi d'Arménie ;
- une fille, mariée à Vasak V, prince de Siounie-Gelarkounik ;
- et peut-être une autre fille, mariée à Isaac, prince de Siounie.